# Comment je vois le monde
Comment je vois le monde (Mein Weltbild ; The World As I See It) est un essai politique et philosophique d'Albert Einstein rassemblant des articles rédigés à partir de 1934 (qui ont été publiés à l'époque en langue allemande par Rudolf Kayser), dont une première édition est parue aux États-Unis et en France la même année, avant que d'autres éditions paraissent, intégrant des articles rédigés jusqu'en 1958. 

## Présentation
Il aborde de nombreux sujets tels que la relativité, la physique quantique, l'éthique, la politique, la religion et la perception humaine de la réalité. Il y exprime notamment sa conviction que la science et la religion ne sont pas mutuellement exclusives mais plutôt complémentaires, soulignant l'importance d'une recherche de vérité qui transcende les dogmes et les préjugés. Einstein y expose également ses réflexions sur la nature de l'Univers et la place de l’humanité dans celui-ci. Il y exprime sa vision d'un monde pacifique, où la science et la technologie sont mises au service de l'humanité, et où la coopération internationale permet de résoudre les problèmes mondiaux. 
Le physicien fait également une description simplifiée des théories de la relativité restreinte et de la relativité générale.
L'ouvrage, qui multiplie les aphorismes, compte une vingtaine de chapitres :
- Profession de foi
- Comment je vois le monde
- La Conférence du désarmement de 1932
- Religion et science
- Quel sens a la vie ?
- La vraie valeur d'un homme
- Comment juger d'un homme ?
- De la richesse
- À quoi bon les richesses ?
- Communauté et personnalité
- Comment supprimer la guerre
- Trois lettres à des amis de la paix
- La production et le pouvoir d'achat
- Production et travail
- Pour la protection du genre humain
- Y a-t-il une conception juive du monde ?
- Communauté juive. Discours prononcé à Londres
- Aphorismes pour Leo Baeck
- À propos de la dégradation de l'homme scientifique

Einstein aborde le progrès technique et la façon dont il peut être utilisé pour le bien ou le mal de l'humanité. Il reconnaît que les avancées technologiques ont le potentiel de transformer notre monde de manière positive, mais il souligne également les risques associés à leur utilisation imprudente ou malveillante : risque de destruction de l’environnement, potentiel militaire de la technologie, déséquilibre économique, surveillance et manipulation des populations… Ainsi, Einstein souligne que la science et la technologie doivent être utilisées pour améliorer la vie des gens (résoudre les problèmes tels que la faim, la pauvreté, les maladies…), mais il est également préoccupé par les conséquences non intentionnelles qui pourraient découler de leur utilisation. Il a souligné l'importance de la responsabilité éthique et de la prévoyance dans la recherche scientifique et la mise en œuvre de la technologie.
L'édition française a été remaniée en 1979 par Régis Hanrion, elle est disponible en format de poche chez Flammarion. En 2009, Le Monde, en association avec Flammarion, propose de découvrir une collection de textes fondamentaux en supplément du quotidien et Comment je vois le monde en fait naturellement partie.

## Publications
- Première édition en allemand chez Querido Verlag à Amsterdam (Pays-Bas), assurée par Rudolf Kayser (le beau-fils d'Einstein), and Carl Seelig[4].
- Comment je vois le monde, 1934 et 1958, collection Bibliothèque de philosophie scientifique Flammarion
- Comment je vois le monde, 1963, collection Nouvelle Bibliothèque scientifique, Flammarion
- Comment je vois le monde, 1979, Éditions Champs Flammarion